# Kayke Moreno
Kayke Moreno de Andrade Rodrigues, mais conhecido como Kayke Moreno, ou simplesmente Kayke (Brasília, 1 de abril de 1988), é um futebolista brasileiro que atua como atacante. Atualmente, defende o Volta Redonda, emprestado pelo Figueirense.

## Carreira

### Flamengo
Quando jovem, marcou cerca de 280 gols pelas categorias de base no Flamengo, sendo que estava na Gávea desde que tinha nove anos de idade, e conseguiu conquistar todos os títulos na base. Grande destaque no ataque dos juniores do Fla, ao lado Bruno Mezenga e Paulo Sérgio Brasiliense, Kayke foi promovido para o time profissional em 2007 aos 19 anos, juntamente com o zagueiro Thiago Sales e o meio-campista Vinícius Colombiano. Naquele ano o jogador chegou ao time profissional e realizou sua estreia diante do Internacional em um empate por 2–2. No total, Kayke jogou apenas quatro partidas, todos disputados no Campeonato Brasileiro de 2007, e tendo como comandante os técnicos Ney Franco e Joel Santana.

### Brasiliense
Em 2008 não teve espaço na equipe profissional e foi emprestado ao Brasiliense para a disputa da Série B do Campeonato Brasileiro daquele ano.

### Macaé
No ano seguinte, Kayke foi novamente emprestado pelo Rubro-Negro, agora ao Macaé para a disputa do Campeonato Carioca daquele ano, onde conseguiu marcar apenas um gol na vitória por 3 a 1 diante da Cabofriense.

### Vila Nova
No segundo semestre de 2009 acertou em definitivo com o Vila Nova, mas acabou não tendo muitas oportunidades no time goiano.

### Europa
Em 2010, Kayke chegou a ser emprestado ao BK Häcken da Suécia e no mesmo ano foi negociado com o Tromso da Noruega. Logo na estreia, marcou dois dos 3 gols da vitória de 3-1 sobre o Odd Grenland. Um desses 2 gols foi eleito o gol mais bonito da Tippeligaen-2010.
Kayke teve uma boa passagem pelo time norueguês. O destaque fica por conta da partida contra o Sandefjord onde marcou um hat-trick na vitória por 5–3. Com tanto destaque foi contratado pelo AaB Aalborg da Dinamarca onde atuou até 2013.

### Retorno ao Brasil
Em 2013, retornou ao Brasil para atuar pelo Paraná Clube na disputa da Série B daquele ano, e realizou sua estreia pelo time paranaense diante do Joinville que acabou num empate por 1–1. Marcou seu primeiro gol pelo Paraná em uma vitória por 3–0 contra o Icasa.
Mas em 2014 retornou para a Europa para atuar pelo Nacional de Portugal onde não obteve tanto destaque e acabou no mesmo ano voltando ao Brasil para atuar pelo Atlético Goianiense. Marcou seu primeiro gol pelo Dragão logo em sua estreia, na ocasião o Rubro-Negro venceu por 2 a 0 o América de Natal.

### ABC
Em 2015 foi contratado pelo ABC. Logo em sua estreia marcou seu primeiro gol pelo time alvinegro diante do Força e Luz na vitória por 1–0 em partida válida pelo Campeonato Potiguar. Marcou novamente na vitória por 3–0 diante do Palmeira de Goianinha; marcou dois gols na vitória por 3–0 diante do Baraúnas; marcou novamente na vitória por 2–0 diante do Potiguar de Mossoró; e no dia 19 de abril marcou o gol que deu o título do segundo turno do Campeonato Potiguar diante do rival América de Natal, no fim a partida acabou 2–0 para o ABC. Apesar de ter sido derrotado na final para o América-RN, o atacante foi o artilheiro, melhor jogador e fez parte da seleção do campeonato.
Após ficar quase um mês sem marcar pelo ABC, Kayke voltou a marcar na vitória por 2–0 diante do Criciúma em partida válida pelo Campeonato Brasileiro - Série B. Foi decisivo marcando o gol da vitória por 1–0 diante do Santa Cruz em partida válida pela Série B. No início da Série B, Kayke foi se destacando sendo um dos artilheiros da competição nacional, conseguindo ficar entre os cinco maiores artilheiros do país no ano, e recebendo sondagens de time da Série A e do exterior, mas o jogador chegou a garantir que ficaria no time alvinegro.
Mas em julho o atacante recebeu uma proposta dos Emirates Club dos Emirados Árabes e acabou aceitando e assim deixando o ABC. Mas o jogador acabou não chegando a um acordo com o time árabe e com isso acabou permanecendo no time alvinegro. Deixou o alvinegro em agosto, Kayke marcou seu último gol pelo ABC numa derrota por 1–2 para o América Mineiro, deixando o clube como o artilheiro do alvinegro no ano com 20 gols.

### Retorno ao Flamengo
Kayke acabou despertando o interesse do Santos em sua contratação e tinha negociações avançadas, só que o atacante acabou acertando o seu retorno ao Flamengo, o clube que o revelou. O clube carioca, por meio do empresários, se acertou diretamente com o jogador e aceitou pagar os 200 mil dólares (cerca de R$ 692 mil) referentes a sua multa contratual. O "chapéu" sofrido na negociação por parte do Santos, por sua vez, acabou gerando um mal-estar interno no clube santista. No dia 6 de agosto, Kayke esteve na sede do ABC para assinar a rescisão contratual e falou pela primeira vez sobre o acerto com o Flamengo. Perto do fim da entrevista coletiva, os jornalistas e o próprio jogador foram surpreendidos com o som do hino do Rubro-Negro. Ao final da coletiva, o centroavante agradeceu a "homenagem".
No dia 11 de agosto, foi apresentado oficialmente no rubro-negro, e recebeu a camisa 27. Kayke chegou ao clube com o status de vice-artilheiro da Série B de 2015, com oito gols, e com a missão de ser o reserva imediato do peruano Paolo Guerrero.
| “ | Eu não tinha nem projeção de estar voltando para um time grande como o Flamengo. Foram muitas propostas de vários times, mas quando apareceu o Flamengo eu nem pensei. Não era um objetivo e, sim, um sonho distante. Eu achava que teria que passar por alguma etapa ainda antes de chegar lá, mas Deus me abençoou dessa forma e agradeço ao ABC por isso. Joguei 12 anos pelo Flamengo, atuei algumas vezes em 2007 e hoje eu estou voltando para continuar essa história. | ” |

Realizou sua reestreia pelo Rubro-Negro numa vitória por 3 a 2 sobre o Atlético Paranaense em partida válida pelo Campeonato Brasileiro. De volta a Natal jogando na Arena das Dunas, Kayke marcou finalmente seu primeiro gol pelo Flamengo após um chute de Armero que resultou no passe para o gol, ainda marcou outro gol após um belo lançamento de Alan Patrick. Com isso o Rubro-Negro venceu o Avaí por 3 a 0. Sua boa atuação nesta partida, lhe rendeu uma vaga na Seleção da Rodada 22 feita pelo jornal Lance!. Além disso, ficou com a 3a colocação do Prêmio O Cara da Rodada, também do diário esportivo Lance!.
Foi destaque no clássico Fla-Flu em que marcou um gol e deu o passe para o outro marcado por Paulinho, no fim o Flamengo venceu por 3 a 1. Por conta de sua atuação nesta partida, ele ficou com a 2a colocação do Prêmio O Cara da Rodada, dada pelo diário esportivo Lance!.
Fez mais uma excelente partida diante da Chapecoense, no qual marcou seu quarto gol com a camisa rubro-negra. Sua atuação foi premiada com uma vaga na "Seleção da Rodada 25" do diário esportivo Lance!.

### Yokohama F. Marinos
Em 7 de março de 2016, o Flamengo acertou a venda de Kayke para o Yokohama F. Marinos por US$ 2 milhões (cerca de R$ 7,5 milhões). Flamengo ficou com R$ 6 milhões da venda, enquanto o ABC, que cedeu Kayke ao time carioca, ficou com outra parte. Em sua estreia pela J1 League, a primeira divisão do campeonato japonês, Kayke marcou um gol e deu uma assistência, na vitória de 3x0 sobre o Shonan.

### Negociação frustrada com o Grêmio e acerto com o Santos
Em 8 de janeiro de 2017, o Santos acertou a contratação do atacante Kayke por um ano. O atacante confirmou seu retorno ao futebol brasileiro assinando com o clube paulista depois de ter sido considerado confirmado no Grêmio. Na ocasião, jogador, clube e empresário não entraram em acordo sobre questões contratuais. De acordo com o clube gaúcho, o entrave ocorreu na cláusula que previa a contratação em definitivo do centroavante após o empréstimo de um ano. O clube não estava disposto a reajustar o salário do atleta para renovar seu contrato, e a transferência foi, então, cancelada.
Sem interesse de continuar no Yokohama Marinos, Kayke acertou então com o Santos.

### Santos
Kayke estreou no jogo contra o Red Bull Brasil, no seu primeiro jogo logo marcou o gol que deu a vitória para equipe, um gol que gerou polêmica, porque a bola bate no ombro dele e entra totalmente para o gol, apesar de existirem opiniões controversas, há vídeos em que mostram o lance detalhado, mostrando que a bola entra completamente no gol.
No Peixe, ele fez 42 jogos e marcou nove gols.

### Bahia
No início de 2018, assina empréstimo de um ano com o Bahia.

### Fluminense
Em 16 de agosto de 2018, acertou sua transferência para o Fluminense por empréstimo até o fim da temporada.

### Goiás
Foi anunciado pelo Goiás no dia 3 de abril de 2019 após rescindir com o Yokohama F. Marinos.

### Oriente Médio
No dia 25 de setembro de 2019, acertou com o Qatar Sports Club. No clube, foi eleito por conselheiros como o melhor jogador do time na última temporada e premiado como artilheiro da Copa do Catar. Pelo clube, fez 25 partidas e marcou 13 gols.
Em outubro de 2020, deixou o Qatar SC e acertou com o Umm Salal, do mesmo país.
Em fevereiro de 2022, acertou sua ida para o Al Orooba, dos Emirados Árabes.

### Sport Recife
Em abril de 2022, acerta com o Sport Recife.

### São Bernardo FC
No início de 2024, acertou com o São Bernardo FC. No Campeonato Paulista alternou momentos entre titular e reserva, mas se firmou de vez na Série C, sob comando de Ricardo Catalá.

## Títulos
Flamengo
- Campeonato Carioca de Futebol Sub-17: 2006 e 2007

ABC
- Copa RN: 2015

Bahia
- Campeonato Baiano: 2018

Sport
- Campeonato Pernambucano: 2023

### Artilharias
- Artilheiro do Campeonato Potiguar de 2015: 12 gols[17]
- Artilheiro do Campeonato Brasileiro de 2024 - Série C: 10 gols[carece de fontes?]

### Prêmios Individuais
- Seleção do Campeonato Potiguar: 2015[17]
- Craque do Campeonato Potiguar: 2015[17]